# Jonathan Bowden
Jonathan Bowden (Royal Tunbridge Wells, 12 de abril de 1962 - 29 de marzo de 2012) fue un escritor y activista político inglés de extrema derecha. Inicialmente conservador, más tarde se involucró en organizaciones de extrema derecha como el British National Party. Bowden ha sido descrito como una "figura de culto de Internet" en dichos círculos, incluso después de su muerte.

## Primeros años y educación
Bowden nació en Kent, Inglaterra, y asistió a Presentation College en Reading, Berkshire. Su madre padecía una enfermedad mental grave y murió cuando Bowden tenía 16 años.
Bowden fue en gran parte autodidacta. En 1984, completó un año de un curso de licenciatura en Historia del Arte en Birkbeck College, Universidad de Londres, como un estudiante maduro, pero se fue sin graduarse. Posteriormente se matriculó en Wolfson College, Universidad de Cambridge, en otoño de 1988, pero abandono después de unos meses.

## Actividad política

#### Partido Conservador
Comenzó su carrera política como miembro del Partido Conservador en la Asociación de la circunscripción de Bethnal Green y Stepney. En 1990, se unió al Conservative Monday Club, y al año siguiente presentó una candidatura infructuosa para ser elegido en su Consejo Ejecutivo. En 1991, fue nombrado copresidente, junto con Stuart Millson, del comité de medios de comunicación del club, y también participó activamente en el grupo de extrema derecha Western Goals Institute. En 1992, Bowden fue expulsado del Monday Club.

#### Cónclave Conservador Revolucionario
Bowden y Stuart Millson cofundaron el Revolutionary Conservative Caucus (Cónclave Conservador Revolucionario en español) en noviembre de 1992 con el objetivo de introducir "el pensamiento abstracto en las entrañas del Partido Conservador y Unionista". El grupo publicaba una revista trimestral titulada The Revolutionary Conservative Review. A finales de 1994, Millson y Bowden se separaron y el grupo se disolvió.
En 1993, Bowden publicó el libro Right a través de la European Books Society. También se le considera una figura destacada en el entorno creativo responsable de la aparición de la revista de extrema derecha Right Now!

#### Freedom Party
Bowden se unió entonces al Freedom Party (Partido de la Libertad en español), del que fue tesorero durante un breve periodo, y posteriormente fue miembro del Foro de Bloomsbury, en compañía de Adrian Davies.

#### British National Party
En 2003, Bowden rompió con los intentos de influir en el Partido Conservador y pasó a la actividad política al unirse al British National Party, convirtiéndose en un popular orador. Fue nombrado responsable cultural, un cargo que su líder, Nick Griffin, creó para dar a Bowden el estatus de oficial dentro de la organización. Sin embargo, en julio de 2007, Bowden dimitió y abandonó el BNP.
Aunque reanudó sus discursos públicos en las reuniones organizadas por el BNP en las localidades alejadas de los actos nacionales del partido, nunca volvió a unirse al partido y cortó todos los lazos después de las elecciones generales de mayo de 2010.

#### London Forum
Bowden pronunció discursos sobre muchos temas en The London Forum (Foro de Londres en español), un foro de debate de extrema derecha.

## Ideología
Las ideas que Bowden sostuvo, incluyen la apología de la desigualdad, o que "el liberalismo es sífilis moral", y que los blancos han demostrado ser mejores que otros grupos y, por lo tanto, es objetivamente justificable afirmar su superioridad cultural, étnica, psicológica y espiritual.
Bowden expresó una religiosidad de tipo pagana.

## Muerte
Bowden murió de un fallo cardíaco en su casa de Berkshire el 29 de marzo de 2012, a los 49 años, poco después de salir de la sala de psiquiatría de un hospital, donde fue ingresado tras sufrir una crisis mental.

## Libros
- Mad (London: Avant-Garde Publishing, 1989); (Nine-Banded Books, 2009) ISBN 978-0578006406
- Aryan (London: Egotist Press, 1990)
- Sade (London: Egotist, 1992); (Nine-Banded Books, 2013) ISBN 978-0989697217
- Brute (Egotist Press, 1992)
- Skin (London: Egotist Press, 1992)
- Axe (London: Egotist, 1993); (London: The Palingenesis Project, 2014). ISBN 978-1909606074
- Craze (London: Egotist Press, 1993) ISBN 1-872181-17-1
- Right (London: European Books Society 1994); (London: The Palingenesis Project, 2016) ISBN 978-1909606159
- Collected Works, 6 vols. (London: Avant-guarde, 1995)
- Standardbearers – British Roots of the New Right, edited by Adrian Davies, Eddy Butler & Jonathan Bowden; Beckenham, Kent, 180pps, (April 1999)
- Apocalypse TV (London: The Spinning Top Club, 2007). ISBN 978-0-9557402-0-6
- The Art of Jonathan Bowden (1974–2007) (London: The Spinning Top Club, 2007). ISBN 978-0-9557402-2-0
- The Fanatical Pursuit of Purity (London: The Spinning Top Club, 2008). ISBN 978-0-9557402-3-7
- Al-Qa’eda Moth (London: The Spinning Top Club, 2008). ISBN 978-0-9557402-5-1
- Kratos (London: The Spinning Top Club, 2008). ISBN 978-0-9557402-1-3
- A Ballet of Wasps (London: The Spinning Top Club, 2008). ISBN 978-0-9557402-6-8
- Goodbye Homunculus! (London: The Spinning Top Club, 2009). ISBN 978-0-9557402-9-9
- The Art of Jonathan Bowden, Vol. 2 (1968–1974) (London: The Spinning Top Club, 2009). ISBN 978-0-9557402-4-4
- Lilith Before Eve (London: The Spinning Top Club, 2009). ISBN 978-0-9557402-8-2
- Louisiana Half-Face (London: The Spinning Top Club, 2010). ISBN 978-0-9565120-2-4
- The Art of Jonathan Bowden, Vol. 3 (1967–1974) (London: The Spinning Top Club, 2010). ISBN 978-0-9565120-1-7
- Our Name is Legion London: The Spinning Top Club, (2011). ISBN 978-0-9565120-3-1
- Colonel Sodom Goes to Gomorrah (London: The Spinning Top Club, 2011). ISBN 978-0-9565120-4-8
- Locusts Devour a Carcass (London: The Spinning Top Club, 2012). ISBN 978-0-9565120-5-5
- Spiders are Not Insects (London: The Spinning Top Club, 2012). ISBN 978-0-9565120-6-2
- Pulp Fascism (San Francisco: Counter-Currents, 2013). ISBN 978-1935965640
- Western Civilization Bites Back (San Francisco: Counter-Currents, 2014). ISBN 978-1935965770
- Demon (London: The Palingenesis Project, 2014). ISBN 978-1909606043
- Blood (London: The Palingenesis Project, 2016). ISBN 978-1909606098
- Heat (London: The Palingenesis Project, 2017). ISBN 978-1909606197
- Deathlock (London: The Palingenesis Project, 2017). ISBN 978-1909606210